# Comuna Kovalivka, Svatove
Kovalivka (în ucraineană Ковалівка) este o comună în raionul Svatove, regiunea Luhansk, Ucraina, formată din satele Karmazînivka, Kovalivka (reședința), Nejurîne și Popivka.

## Demografie
Componența lingvistică a comunei Kovalivka
     Ucraineană (95,91%)
     Rusă (2,64%)
     Alte limbi (0,13%)
Conform recensământului din 2001, majoritatea populației comunei Kovalivka era vorbitoare de ucraineană (95,91%), existând în minoritate și vorbitori de rusă (2,64%).